# Río Cea
Río Cea är ett vattendrag i Spanien. Det ligger i den nordvästra delen av landet, 240 km nordväst om huvudstaden Madrid.